# Инглвуд (Њу Џерзи)
Инглвуд (енгл. Englewood) град је у америчкој савезној држави Њу Џерзи. По попису становништва из 2010. у њему је живело 27.147 становника.

## Демографија
Према попису становништва из 2010. у граду је живело 27.147 становника, што је 944 (3,6%) становника више него 2000. године.
| Група             | 2000.          | 2010.         |
| Белци             | 8.389 (32,0%)  | 8.474 (31,2%) |
| Афроамериканци    | 10.215 (39,0%) | 8.845 (32,6%) |
| Азијати           | 1.366 (5,2%)   | 2.199 (8,1%)  |
| Хиспаноамериканци | 5.703 (21,8%)  | 7.460 (27,5%) |
| Укупно            | 26.203         | 27.147        |